# Dance Fight Love Die
Dance Fight Love Die (Originaltitel: Dance Fight Love Die - With Mikis on the Road) ist ein deutsch-griechischer Dokumentarfilm von Asteris Kutulas aus dem Jahr 2017. Es handelt sich um ein Filmporträt des griechischen Komponisten und Schriftstellers Mikis Theodorakis, einem der bekanntesten griechischen Komponisten des 20. Jahrhunderts. Asteris Kutulas sammelte über knapp 30 Jahre dokumentarisches Material von seinen Reisen mit Theodorakis und verarbeitete das 600-stündige Rohmaterial zu einem Essayfilm. Seine Weltpremiere feierte der – noch unfertige – Film auf den Internationalen Hofer Filmtagen im Oktober 2017. Deutscher Kinostart war der 10. Mai 2018. Der Kinostart in Griechenland war am 24. Oktober 2018.

## Handlung
Der Film folgt keiner linearen Geschichte, sondern bildet eine assoziativ strukturierte Collage, deren übergeordnetes Thema die Musik und die Persönlichkeit des musikalischen Anarchisten Mikis Theodorakis ist, der unter anderem für die Filmmusik von Costa-Gavras "Z" oder "Alexis Zorbas" bekannt ist.
Auf der offiziellen Webseite des Films wird das Werk mit folgenden Worten umschrieben: "DANCE FIGHT LOVE DIE ist ein überbordendes visuelles Epos, ein clip-artiges, poetisches Roadmovie, eine assoziative Filmcollage. Dabei dreht sich alles um das Universum des Komponisten Mikis Theodorakis, den Ausnahmekünstler eines dramatischen Jahrhunderts, der weltweit Millionen inspirierte, das Enfant terrible der jüngeren europäischen Musikgeschichte. Asteris Kutulas begleitete Theodorakis von 1987 bis 2017 und ließ dabei immer wieder seine Videokamera laufen: 3 Jahrzehnte, 4 Kontinente, 100 Drehorte, 600 Stunden Filmmaterial. In seinem Film verwebt Kutulas sehr persönliche Momente mit Archiv-Material, dokumentarische Aufnahmen mit humorvoll-grotesker Fiktion und Theodorakis’ Musik mit ihrem Widerhall in den Interpretationen zahlreicher vorwiegend junger Künstler, u.a. als Jazz-, Klassik-, Electro- und Rap-Version. 90 Minuten Musik, kaum gesprochenes Wort. DANCE FIGHT LOVE DIE – ein unikaler Film über Inspiration, Eros und Thanatos."

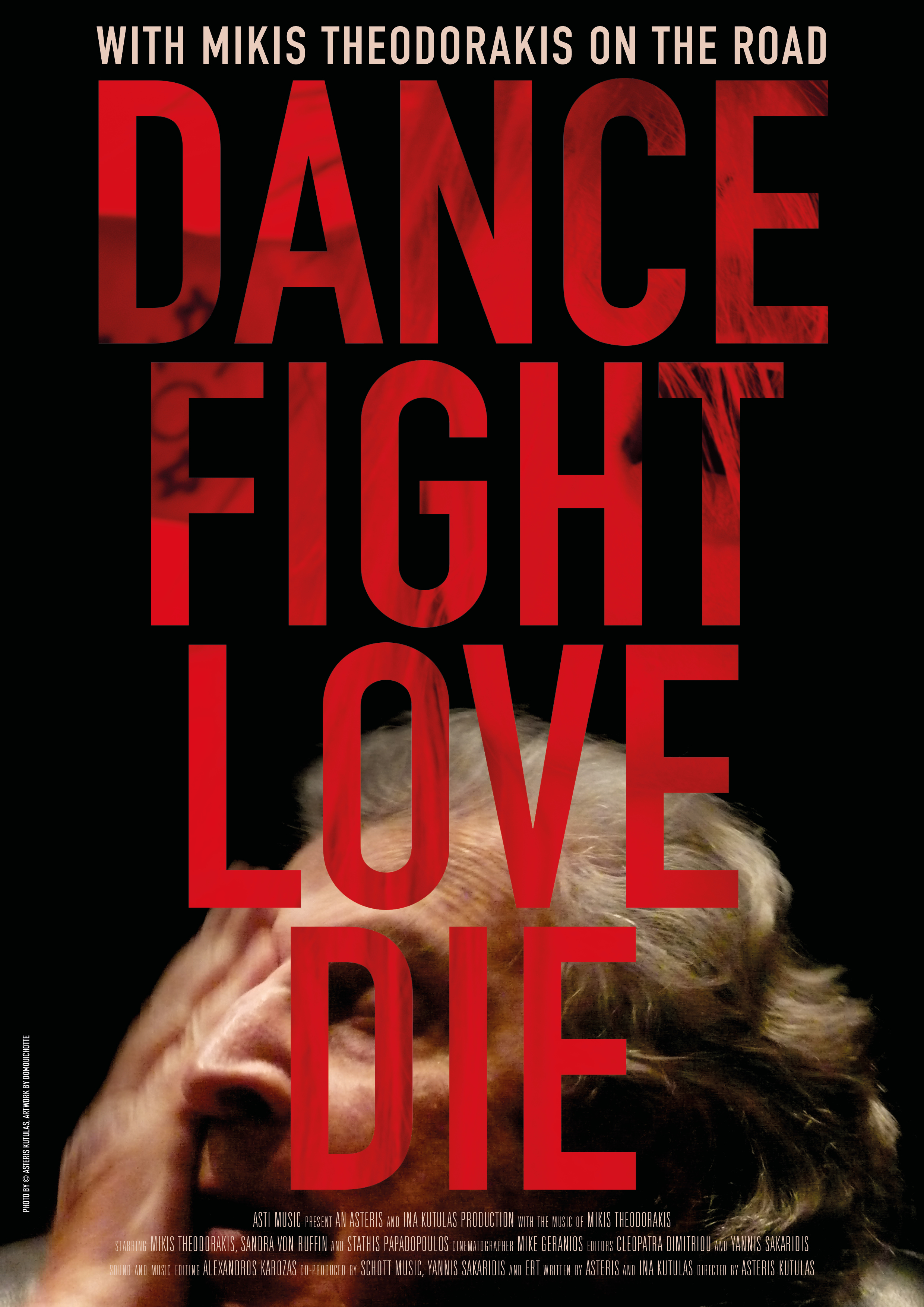
Filmplakat von Dance Fight Love Die

## Hintergrund
Zum Zeitpunkt der ersten Aufnahmen im Jahre 1987 plante Asteris Kutulas noch nicht, aus dem gefilmten Material etwas größeres Zusammenhängendes entstehen zu lassen, sondern er führte die Kamera wie ein Tagebuch, mit der er sich die Erinnerungen dieser Zeit festhalten würde. Kutulas vermerkte dazu in einem Interview mit Michaela Prinzinger:
„Ich machte sie damals, um die vibrierende künstlerische Energie, die ich um mich spürte, zu dokumentieren. Zu filmen, Tagebuch zu führen, Texte zu schreiben, Gedichte zu übersetzen – das alles gehörte für mich zu unserem damaligen Leben „in der Kunst“. Und die Zusammenarbeit mit Mikis führte mich geradewegs in die Welt der Musik, der Poesie, der Philosophie – die Aufnahmen sind voll „davon““.
Erst seine Frau Ina Kutulas brachte ihn Jahre später darauf, aus dem Archivmaterial einen "richtigen" Film herzustellen und somit das fortzusetzen, was er mit seinem Vorgängerfilm Recycling Medea bereits begonnen hatte. Somit gehört der Film zu einer geplanten Konzept-Tetralogie von Asteris Kutulas, die „Thanatos-Film-Tetralogie“, die aus drei Tragödien, basierend auf der Musik der Theodorakis-Opern "Elektra", "Medea" & "Antigone", sowie der Komödie "Dance Fight Love Die" besteht. Nach "Recycling Medea" aus dem Jahre 2014 ist "Dance Fight Love Die" nunmehr der zweite Film der Tetralogie.
In einem Director´s Statement beschrieb Asteris Kutulas seinen Film wie folgt:
„In DANCE FIGHT LOVE DIE offenbart sich für mich die Geburt eines Films aus dem Geiste der Musik. Als Kind griechischer Bürgerkriegsflüchtlinge wuchs ich mit Theodorakis’ Musik auf. Das künstlerische Griechenland war uns in der Diaspora als Heimat geblieben. „Unterwegs mit Mikis“ dokumentiert eine visuelle Annäherung, eine Verfolgungsjagd, eine Blickachse hinüber zum Kosmos des Komponisten Theodorakis. Ein hybrider Film über ein hybrides Leben, das exemplarisch zwischen verschiedenen Polen verläuft: zwischen der Peripherie und dem Zentrum, zwischen Griechenland, Deutschland, Europa und allen Kontinenten, zwischen Intimität und öffentlichem Auftritt, zwischen Schwarz-Weiß und Farbe, zwischen Garderobe und großer Bühne. Als Berliner Künstler hatte ich dabei die Mauer immer vor Augen, das Niemandsland immer im Rücken. DANCE FIGHT LOVE DIE stärkt das Immunsystem.“
Aus dem nicht verwendeten Material schuf Kutulas zudem ein zum Hauptfilm paralleles Konzeptkunst-Projekt: Die "Satellite Clips", die für ihn den Hauptfilm umkreisen wie Satelliten ihren Heimatplaneten. Die "Satellite Clips" speisen sich aus den nicht genutzten 600 Stunden Archivmaterial des Films sowie fiktionalen Sequenzen und Making-of-Aufnahmen mit jungen Künstlerinnen und Künstlern, die bei der Entstehung des Films zwischen 2014 und 2018 beteiligt waren. Die "Satellite Clips" würden dabei den Namen des an der Verwirklichung des jeweiligen Clips maßgeblich beteiligten Mitarbeiters von Kutulas tragen. Jeder Clip bildet für Kutulas einen Teil des Ganzen ab. Die ersten 13 von insgesamt 21 geplanten "Satellite Clips" wurden auf der Webseite des Künstlers veröffentlicht.

## Kritiken
- „Schließlich ist das also ein ambitionierter Film, der erschöpft, weil er konsequent sein Programm bis zum Ende durchzieht und der auf ersten Blick ein schwer greifbares Werk ist, das seinen Zuschauer mit seiner audiovisuellen Performanz erschlägt. Es ist ein wuchtiger Essayfilm, eine gewaltige und hypnotische Collage, die nicht das Konkrete sucht, sondern versucht, die Poesie von Theodorakis’ Schaffen zu durchdringen.“ (Ron Jäger, BeNow)[6]
- „‚Dance Fight Love Die‘ verbindet Musik und Bewegtbild zu einer verdichteten Abbildung des Lebens und Schaffens vom Enfant terrible der jüngeren europäischen Musikgeschichte: dem griechischen Komponisten Mikis Theodorakis.“ (Süddeutsche Zeitung)[7]
- „Ungeschminkt und ohne Schnickschnack schickt Kutulas den Zuschauer auf eine Entdeckungsreise in das Universum des großen Griechen Theodorakis. In schnell wechselnden Szenen und mit einer eingebauten Handlung, welche ohne jeglichen Dialog auskommt, überwindet Kutulas mühelos die Grenzen zwischen Zeit und Raum, Realität und Traum und über allem schwebt die großartige Musik von Theodorakis… Was uns Asteris Kutulas hier beschert hat, ist ganz großes Kino!“ (nachrichten.net)[7]
- „Darauf läuft alles von rechts bis links hinaus: Der Mensch wird nie so sein, wie ihn sich Mikis Theodorakis, der marxistische Methusalem, als musikalische Figur erschaffen hat. Mikis, der Mensch, breitet die Arme, als wollte er fliegen oder tanzen, und sagt: „Ich bin frei.““ (Die WELT)[7]
- „Asteris Kutulas dokumentiert in „Dance Fight Love Die“ den Produktionsfuror seines Freundes Mikis Theodorakis. Er setzt Eckermannsche Liebesdienste in Passepartouts und liefert sie wie in einer Diaschau ab. Dreißig Jahre lang sammelte Kutulas private und öffentliche Augenblicke des griechischen Nationalhelden, den die Kamera an seiner Seite nicht stört. Theodorakis lebt in einem ununterbrochenen Schaffensrausch.“ (Hardsensation.com)[8]